# 黑山社会主义者民主党
黑山社会主义者民主党（缩写为）是黑山的一个民粹主义政党。
该党成立于1991年6月22日，由黑山共产主义者联盟改组而成，当时政治立场为中间偏左的社会民主主义，创始人是莫米尔·布拉托维奇，现任领袖是达尼耶尔·日夫科维奇，总部位于波德戈里察，也是社会党国际和进步联盟 的成员党以及欧洲社会党的准成员党。然而，自1997年以来，该党接受了黑山独立，并一直在改善与西方的关系，慢慢演变成了一个拥抱大西洋主义、蒙特內哥羅民族主義 、新自由主义和亲欧洲主义的大帐篷政党。
自该党成立后，长期是黑山的执政党，直到在2023年蒙特內哥羅國會選舉和2023年蒙特內哥羅總統選舉中相继落敗。